# Jeanne d'Arc Vichy
Jeanne d'Arc Vichy Auvergne Basket fue un club de baloncesto francés, de la ciudad de Vichy. Aunque la sección de baloncesto fue creada en 1934, el club Jeanne d'Arc Vichy fue fundado en 1914 como "sociedad de gimnasia y educación física". En 1965 el equipo de baloncesto ascendió a la primera división francesa. En 1969 ganó la Copa de baloncesto de Francia, y en 1970 no solo volvió a conquistar la Copa sino que fue finalista de la Recopa de Europa de Baloncesto.
En 2015 se fusionó con el Stade Clermontois Basket Auvergne para formar el Jeanne d'Arc Vichy-Clermont Métropole Basket, que comenzó a competir la temporada siguiente.

## Palmarés
- Copa de baloncesto de Francia: 1969, 1970.
- Finalista de la Recopa de Europa de Baloncesto: 1969-70.
- Campeón de la liga regular de la Pro B: 2007.
- Campeón de la Pro B: 1972, 2002, 2007.
- Finalista de la Semaine des AS: 2008.
- Semifinalista de la Copa Semaine des AS: 2010.
- Semifinalista de la Copa de baloncesto de Francia: 2011.

## Posiciones en liga
| Temporada | Nivel | Liga      | Pos. | G/P   | PL  | Resultado        | Otras competiciones | Copa de Francia  | Competiciones europeas          |
| --------- | ----- | --------- | ---- | ----- | --- | ---------------- | ------------------- | ---------------- | ------------------------------- |
| 1994-95   | 4     | NM2       |      |       |     |                  |                     |                  |                                 |
| 1995-96   | 2     | LNB Pro B | 14   | 8-20  |     |                  |                     |                  |                                 |
| 1996-97   | 2     | LNB Pro B | 15   |       |     |                  |                     |                  |                                 |
| 1997-98   | 2     | LNB Pro B | 18   | 8-26  |     |                  |                     |                  |                                 |
| 1998-99   | 2     | LNB Pro B | 19   | 9-21  |     |                  |                     |                  |                                 |
| 1999-00   | 2     | LNB Pro B | 2    | 25-9  |     |                  |                     |                  |                                 |
| 2000-01   | 2     | LNB Pro B | 4    | 19-11 |     |                  |                     |                  |                                 |
| 2001-02   | 2     | LNB Pro B | 1    | 24-6  |     | Asciende         |                     |                  |                                 |
| 2002-03   | 1     | LNB Pro A | 11   | 11-19 |     |                  |                     |                  |                                 |
| 2003-04   | 1     | LNB Pro A | 12   | 14-20 |     |                  |                     |                  | 4 FIBA Europe League QF (4v-4d) |
| 2004-05   | 1     | LNB Pro A | 18   | 7-27  |     | Desciende        |                     |                  |                                 |
| 2005-06   | 2     | LNB Pro B | 5    | 19-15 | 1-2 | Cuartos de final |                     |                  |                                 |
| 2006-07   | 2     | LNB Pro B | 1    | 29-5  | 5-2 | Asciendecampeón  |                     |                  |                                 |
| 2007-08   | 1     | LNB Pro A | 7    | 17-13 | 0-2 | Cuartos de final | "Semaine des As" FN |                  |                                 |
| 2008-09   | 1     | LNB Pro A | 10   | 13-17 |     |                  |                     |                  | 3 EuroChallenge 2CL             |
| 2009-10   | 1     | LNB Pro A | 10   | 13-17 |     |                  | "Semaine des As" SM |                  |                                 |
| 2010-11   | 1     | LNB Pro A | 15   | 11-19 |     | Desciende        |                     | Semifinales      |                                 |
| 2011-12   | 2     | LNB Pro B | 18   | 7-27  |     | Desciende        |                     |                  |                                 |
| 2012-13   | 3     | NM1       | 3    | 25-9  | 0-1 | Cuartos de final |                     |                  |                                 |
| 2013-14   | 3     | NM1       | 7    | 25-9  | 0-2 | Cuartos de final |                     |                  |                                 |
| 2014–15   | 3     | NM1       | 2    | 23-11 | 2-0 | Asciendecampeón  |                     | Octavos de final |                                 |

fonte:eurobasket.com

## Jugadores históricos
| - Ronnie Smith - David Condouant - Jean-Marc Dupraz - Antoine Eito - Thomas Larrouquis - William Gradit - Dounia Issa - David Melody - Laurent Pluvy - Alexis Rambur - Christophe Grégoire - Stéphane Dondon - Laurent Cazalon - Rudy Bennett - Larry Robertson - Elliot Hatcher | - Zach Moss - Demetris Nichols - Kareem Reid - Jerod Ward - Jamal Shuler - Rahshon Turner - Brent Petway - / Jeff Greer - / Jimmal Ball - / Geoff Lear - / Ime Udoka - / Prosper Karangwa - Babacar Cissé - Nedeljko Asceric - Frank Elegar - Pavel Ermolinskij |